# Kolovratský hřbitov
Kolovratský hřbitov se nachází na východním okraji pražských Kolovrat. Hřbitov byl založen roku 1926 jako náhrada za již nevyhovující hřbitov uprostřed obce u kostela sv. Ondřeje. Nový hřbitov byl založen na náklady obcí Kolovraty a Nedvězí. Stavitelem hřbitova byl zvolen Jan Špaček z Votic.

## Historie
Původní kolovratský hřbitov u kostela sv. Ondřeje sloužil jak pro obyvatele Kolovrat, tak i pro nedaleké Nedvězí a také osadníky z Tehovic (dnes součástí Kolovrat). V roce 1767 sice došlo v rámci barokní přestavby kostela k jeho rozšíření, ale postupně přestal vyhovovat nárokům obyvatel. Otázku nového hřbitova začal řešit kolovratský starosta J. Roček z Tehoviček a jako nejvhodnější byl vybrán pozemek o výměře 4000 m² v sousedství sochy sv. Donáta. Ten patřil uhříněvskému panství, ale při pozemkové reformě v roce 1919 byl přidělen Kolovratům na žádost zastupitelstva.
Stavbu financovaly ze 2/3 Kolovraty a z 1/3 Nedvězí, stavitelem byl Jan Špaček z Votic. Prvním hrobníkem se stal pan Šatoplet, tehdejší hrobník na starém hřbitově v centru obce. Hřbitov prošel kolaudací 10. prosince 1926, hřbitovní řád byl schválen Okresním úřadem v Říčanech 15. prosince 1926. Výkresovou dokumentaci, včetně rozčlenění hřbitova na jednotlivé oddíly, rozmístění a velikosti hrobových míst vypracoval František Břečka z Kolovrat č. 54.
Hřbitov byl napojen na městskou vodovodní síť v roce 1985. V roce 2004 prošel generální opravou.
Lidový spolek péče o německé válečné hroby zde v září 2007 exhumoval ostatky 14 německých vojáků, pochovaných roku 1945 ve společném hrobě, a přemístil je do památníku obětí druhé světové války v Praze.

## Popis

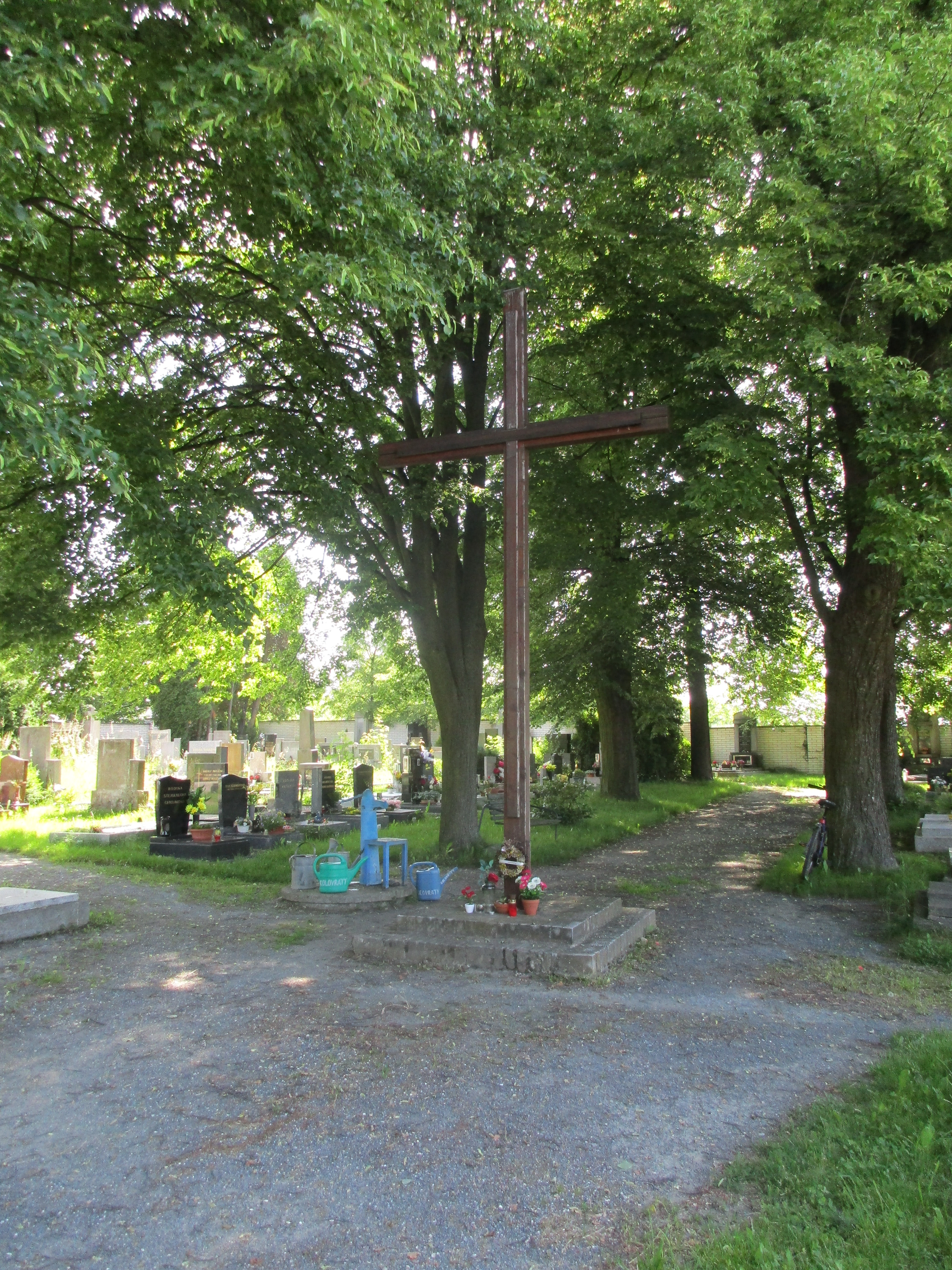
Dřevěný kříž uprostřed hřbitova

Přístupovou cestu ke hřbitovu lemuje lipová alej, poblíž se nachází socha sv. Donáta. U vchodu na starší část hřbitova se nachází márnice se zvoničkou, uprostřed je velký dřevěný kříž s Kristem. Před bránou byla už v době otevření vybudována studna s litinovou pumpou.